# Jan Rodowicz

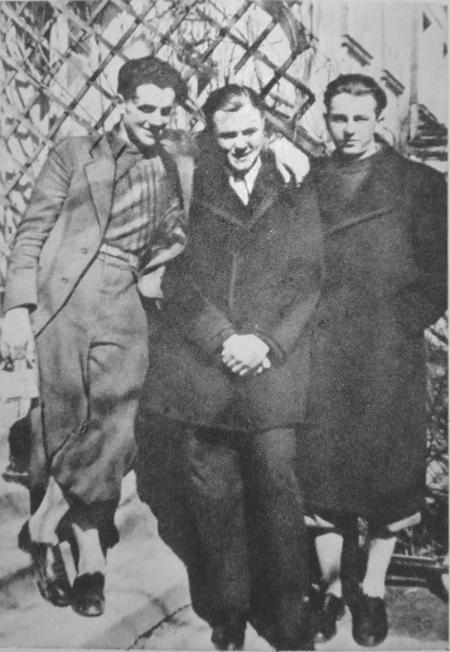
Jan Rodowicz (z prawej) z kolegami – Sławomirem Szymankiewiczem ps. Czarnota (z lewej) oraz Józefem Saskim ps. Katoda (w środku)

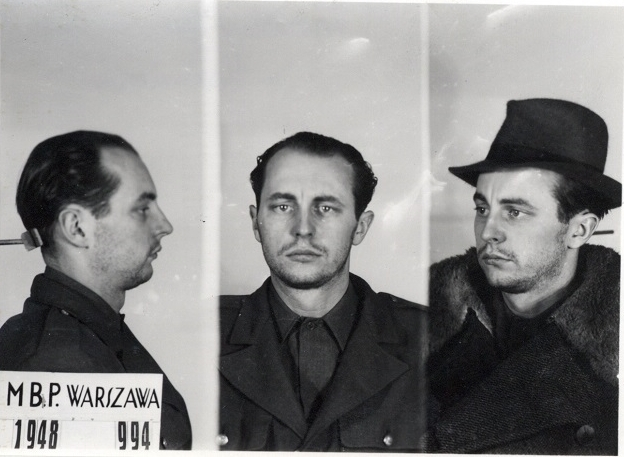
Jan Rodowicz po aresztowaniu przez MBP 24.12.1948 – ostatnie zdjęcie

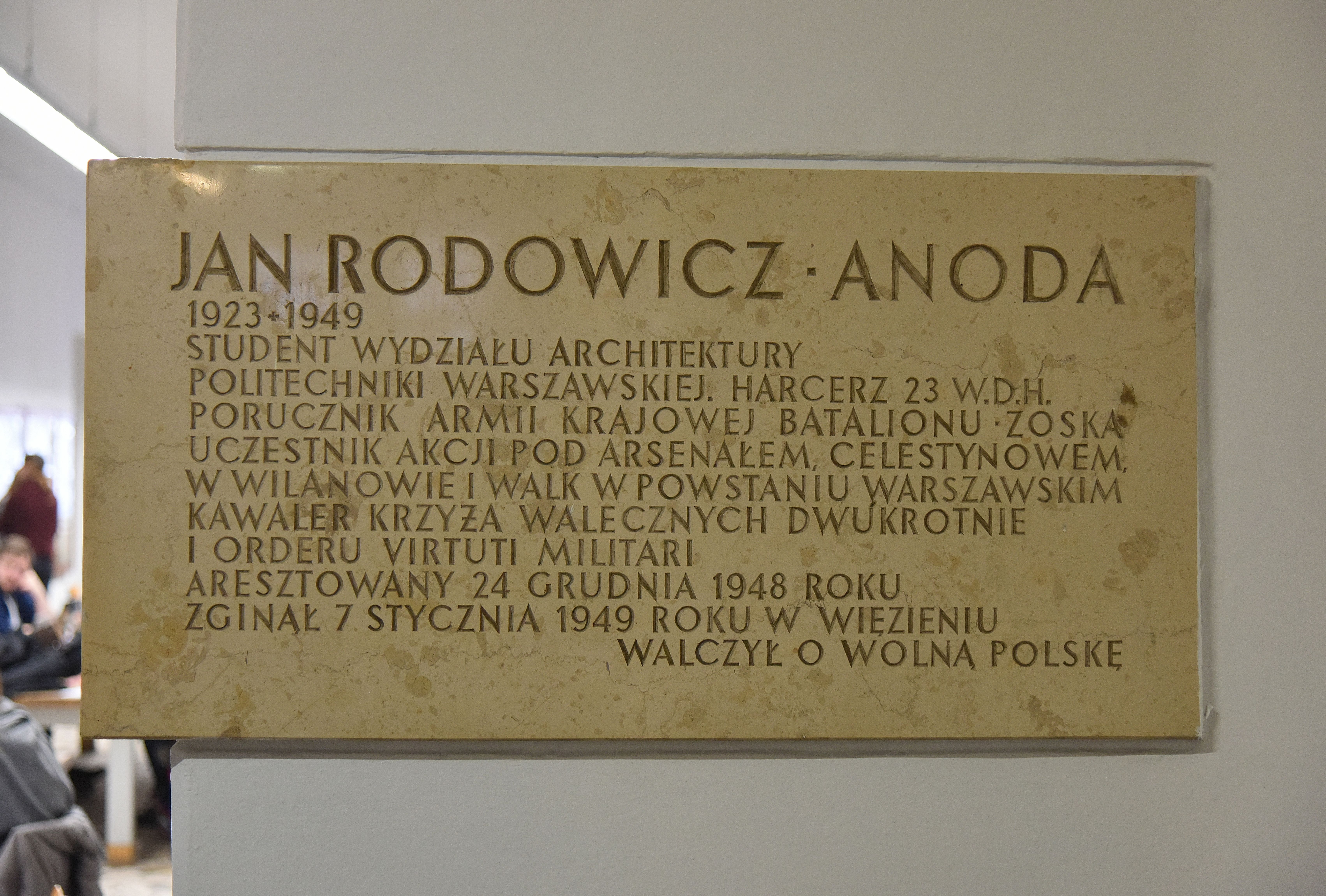
Tablica pamiątkowa na pierwszym piętrze gmachu Wydziału Architektury Politechniki Warszawskiej przy ul. Koszykowej 55

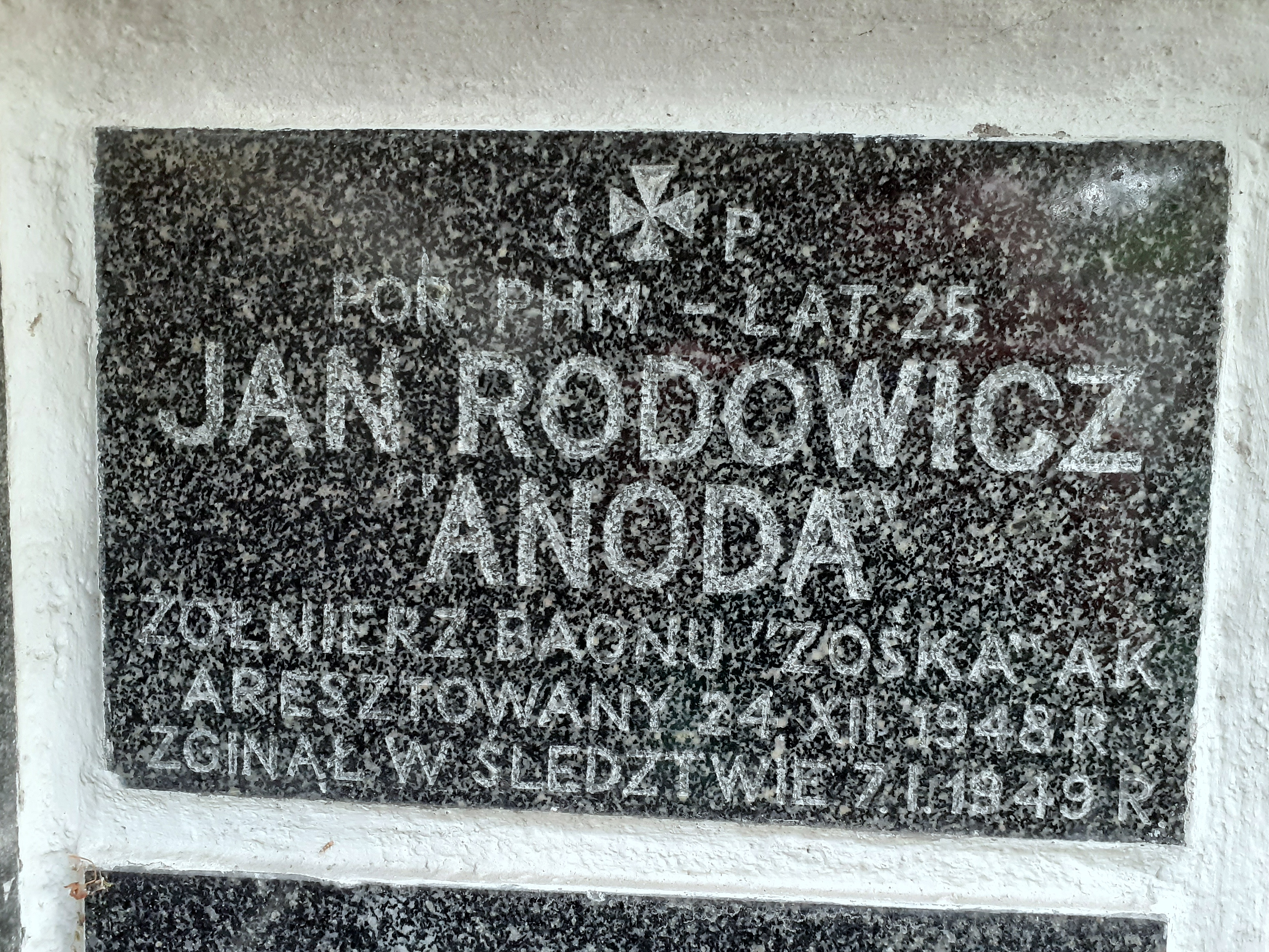
Tabliczka upamiętniająca na ścianie kościoła św. Karola Boromeusza w Warszawie

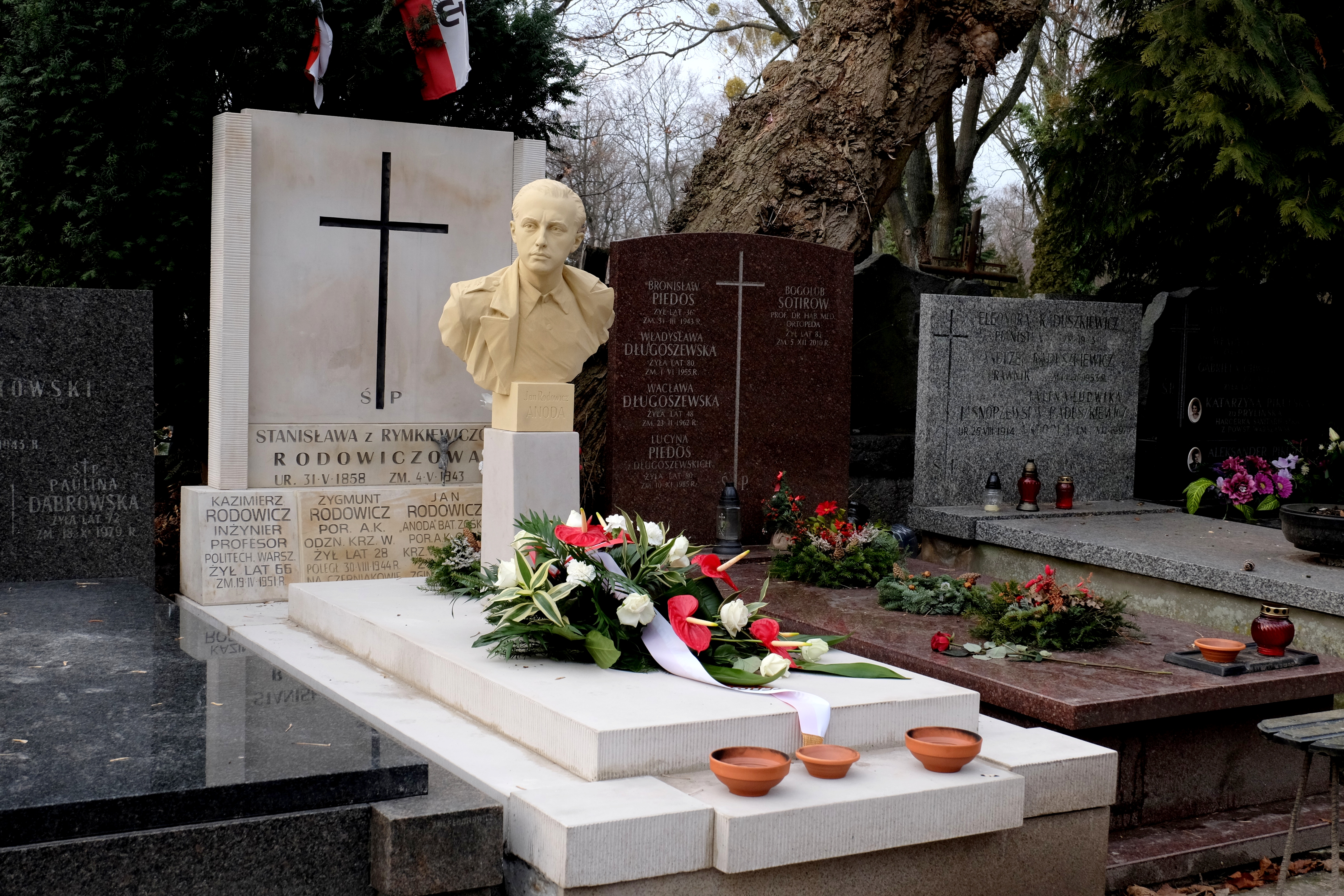
Grób Jana Rodowicza na cmentarzu Powązkowskim w Warszawie

Jan Rodowicz ps. Anoda (ur. 7 marca 1923 w Warszawie, zm. 7 stycznia 1949 tamże) – polski żołnierz ruchu oporu w okresie II wojny światowej, porucznik Armii Krajowej, podharcmistrz, członek Grup Szturmowych Szarych Szeregów, żołnierz Kedywu, powstaniec warszawski, działacz podziemia antykomunistycznego w ramach Delegatury Sił Zbrojnych na Kraj. Kawaler Orderu Virtuti Militari.

## Życiorys

### Młodość
Był synem Kazimierza Rodowicza, inżyniera i profesora Politechniki Warszawskiej, i Zofii z domu Bortnowskiej, siostry gen. Władysława Bortnowskiego. Uczęszczał do prywatnej Szkoły Powszechnej Towarzystwa Ziemi Mazowieckiej, gdzie został członkiem 21 Warszawskiej Drużyny Harcerskiej im. gen. Ignacego Prądzyńskiego. W latach 1935–1939 uczył się w I Państwowym Gimnazjum i Liceum im. Stefana Batorego, w którym wiosną 1939 zdał tzw. małą maturę. W tym czasie kontynuował działalność harcerską w szeregach 23 Warszawskiej Drużyny Harcerskiej im. Bolesława Chrobrego, słynnej „Pomarańczarni”, w której poznał wielu późniejszych legendarnych członków Szarych Szeregów, m.in. Tadeusza Zawadzkiego, Aleksego Dawidowskiego i Jana Bytnara. W harcerstwie uzyskał stopień podharcmistrza.

### Okupacja niemiecka
Po agresji III Rzeszy i ZSRR na Polskę i niemieckiej okupacji Warszawy, w październiku 1939 został członkiem Szarych Szeregów. Brał udział w wielu akcjach małego sabotażu w ramach organizacji Wawer. Jednocześnie uczył się na tajnych kompletach w gimnazjum Batorego. W 1941 uzyskał maturę. Podjął pracę w warsztacie elektrotechnicznym inż. Tadeusza Czarneckiego, a następnie w Zakładach Radiowych Philipsa. W 1941 roku, po ukończeniu kursu budowy maszyn i elektrotechniki, zaczął naukę w Państwowej Szkole Elektrotechnicznej II stopnia, którą ukończył w roku 1943. W tym czasie prowadził dalej działalność podziemną. Od lipca do grudnia 1942 r. uczestniczył w II turnusie Zastępczego Kursu Szkoły Podchorążych Rezerwy Piechoty ZWZ-AK „Agricola”, po którym uzyskał stopień plutonowego podchorążego. Ukończył też kursy wyszkolenia bojowego i wielkiej dywersji. W listopadzie 1942 r. został zastępcą dowódcy 2. drużyny, Feliksa Pendelskiego ps. Felek, w Hufcu Centrum Grup Szturmowych Szarych Szeregów. Brał udział w wielu akcjach bojowych:
- 26 marca 1943 r. akcja o kryptonimie „Meksyk II” (akcja pod Arsenałem) – odbicie z rąk Gestapo Jana Bytnara ps. Rudy i uwolnienie wszystkich więźniów przewożonych wraz z nim z siedziby Gestapo w alei J. Ch. Szucha 25 na Pawiak; „Anoda” dowodził sekcją „Butelki”, a w czasie odwrotu uratował Aleksego Dawidowskiego, zaatakowanego przez cywilnego Niemca. Za udział w tej akcji otrzymał w maju 1943 r. Krzyż Walecznych[3].

- w nocy z 20 na 21 maja 1943 r. akcja o kryptonimie „Celestynów” – opanowanie wagonu przewożącego 49 więźniów z obozu koncentracyjnego na Majdanku do obozu koncentracyjnego Auschwitz;
- 27 maja 1943 r. o kryptonimie „Sól” – zajęcie magazynów fabryki chemicznej na Pradze w celu zdobycia chloranu potasu potrzebnego do produkcji materiałów wybuchowych; „Anoda” dowodził sekcją ubezpieczenia;
- 20 sierpnia 1943 r. akcja o kryptonimie „Taśma” – „Anoda” był członkiem grupy „Atak I”, atakującej posterunek Grenzschutzu w Sieczychach.

W okresie czerwiec-lipiec 1943 r. Jan Rodowicz uczestniczył w przygotowaniach do akcji uwolnienia więźniów pod Jaktorowem. We wrześniu tego roku, po reorganizacji Grup Szturmowych i utworzeniu Batalionu „Zośka”, objął funkcję zastępcy dowódcy 3. plutonu, Konrada Okolskiego ps. Kuba, 1. kompanii „Felek”, którą dowodził Sławomir Bittner ps. Maciek. W listopadzie awansował do stopnia sierżanta podchorążego i został p.o. dowódcy plutonu „Ryszard” 2. kompanii „Rudy”. Ze swoim plutonem brał udział we wszystkich jego akcjach bojowych:
- 10 września 1943 r. – przygotowanie akcji uwolnienia więźniów pod Milanówkiem,
- w nocy z 23 na 24 września 1943 r. – wykolejenie i ostrzelanie wojskowego pociągu urlopowego pod Pogorzelą na linii kolejowej Warszawa – Dęblin,
- 26 września 1943 r. – atak na posterunek żandarmerii niemieckiej, policji granatowej i „streifę” na szosie powsińskiej oraz koszary lotników (Akcja Wilanów),
- w nocy z 5 na 6 czerwca 1944 r. – wysadzenie przepustu kolejowego pod Rogóżnem koło Przeworska na linii kolejowej Rzeszów-Przeworsk,
- w nocy z 22 na 23 czerwca 1944 r. – ostrzelanie i obrzucenie granatami samochodów niemieckich na szosie Warszawa-Góra Kalwaria.

Jednocześnie od maja do lipca 1944 r. przebywał wraz ze swoim plutonem w lasach Puszczy Białej w rejonie Wyszkowa prowadząc intensywne szkolenie wojskowe. Pod koniec lipca powrócił do Warszawy.

### Udział w powstaniu warszawskim
Podczas powstania walczył początkowo na Woli jako zastępca dowódcy 3. plutonu „Felek” 2. kompanii „Rudy” Batalionu „Zośka”, który wchodził w skład zgrupowania Kedywu KG AK ppłk Jana Mazurkiewicza ps. Radosław. 2 sierpnia wraz z drużynami 2. i 4. plutonu „Felek” uczestniczył w zajęciu budynku szkoły powszechnej przy ul. Spokojnej 13, w sąsiedztwie cmentarza Powązkowskiego. Odznaczył się szczególnie 8 sierpnia w walkach o cmentarze, podczas przeciwnatarcia plutonu „Felek”, poprowadzonego z cmentarza ewangelickiego w kierunku ul. Młynarskiej i Sołtyka. Pluton w walce wręcz wyparł Niemców z cmentarza, zajmując część ul. Sołtyka i Młynarskiej oraz zdobywając przy tym znaczne ilości broni i zadając duże straty nieprzyjacielowi. 9 sierpnia został ciężko ranny w lewe płuco podczas natarcia na gmach szkoły przy ul. Spokojnej 13. Przewieziono go do Szpitala Jana Bożego przy ul. Bonifraterskiej 12 na Starym Mieście, a następnie do szpitala batalionowego przy ul. Miodowej 23 – Długiej 21. 11 sierpnia za odznaczenie się w walkach na terenie działań Grupy „Północ” otrzymał Krzyż Srebrny Orderu Virtuti Militari V klasy. W tym czasie awansował też do stopnia porucznika.
31 sierpnia 1944 podczas ewakuacji Starówki przeszedł kanałami z grupą rannych żołnierzy Batalionu „Zośka” do Śródmieścia-Północ. Do 8 września leczył się w szpitalu przy ul. Hożej 36, skąd dołączył do swojego oddziału walczącego na Górnym Czerniakowie. 15 września na ostatniej reducie obrony oddziałów „Brody 53” został ponownie ranny w lewe ramię i łopatkę z potrzaskaniem kości. Następnego dnia, w drodze do szpitala, znowu został trafiony odłamkami w lewą rękę. W nocy z 17 na 18 września ewakuowali go nieprzytomnego pontonem przez Wisłę na Pragę żołnierze 3. Pułku Piechoty z 1 Armii WP gen. Zygmunta Berlinga.

### Okres powojenny
Po długim leczeniu w szpitalu w Otwocku, przyjechał na początku 1945 r. do rodziny w Milanówku. Tam nawiązał kontakt z dawnymi kolegami z Batalionu „Zośka”, którzy przeżyli powstanie warszawskie, m.in. z Henrykiem Kozłowskim ps. Kmita, byłego p.o. dowódcy 1. kompanii „Maciek”. Dzięki niemu został dowódcą oddziału dyspozycyjnego szefa Obszaru Centralnego Delegatury Sił Zbrojnych płk Jana Mazurkiewicza „Radosława”. Prowadził akcje propagandowe skierowane przeciwko rządom komunistycznym, rozpoznawał urzędy bezpieczeństwa publicznego, więzienia, ochraniał odprawy dowództwa DSZ.
W sierpniu 1945 po rozwiązaniu DSZ i swojego oddziału ukrył część broni. Przeniósł się do Warszawy, gdzie jego rodzina otrzymała mieszkanie. Zajął się, wraz z byłymi żołnierzami Batalionu „Zośka”, ekshumacjami i pogrzebami na cmentarzu Powązkowskim poległych towarzyszy broni, tworzył też kwatery powstańcze. 19 września wskutek apelu płk. J. Mazurkiewicza ujawnił się przed Komisją Likwidacyjną b. AK Okręgu Centralnego. Krótko pracował w kancelarii Komisji Likwidacyjnej. Wykorzystał ten czas do sporządzenia przy pomocy kolegów z Batalionu „Zośka” list ewidencji poległych i zaginionych żołnierzy Batalionu. Był też inicjatorem utworzenia „Archiwum Batalionu Zośka”. Zachęcał i nakłaniał kolegów do poszukania i zabezpieczenia materiałów historycznych dotyczących oddziału oraz pisania wspomnień. Na jesieni 1945 podjął studia na Wydziale Elektrycznym Politechniki Warszawskiej, po czym w 1947 przeniósł się na 2. rok Wydziału Architektury Politechniki Warszawskiej.
24 grudnia 1948 został aresztowany przy ul. Lwowskiej 7 m. 10 przez funkcjonariuszy MBP, których zwierzchnikiem był ppłk Wiktor Herer, naczelnik Wydziału IV w Departamencie V Ministerstwa Bezpieczeństwa Publicznego. Podczas brutalnego śledztwa w siedzibie MBP przy ul. Koszykowej zmarł 7 stycznia 1949 r. Według prokuratury i UB przyczyną jego śmierci był skok samobójczy z okna IV piętra budynku. Być może został jednak z niego wyrzucony, lub został zamordowany w innych okolicznościach. 12 stycznia 1949 r. jego ciało zostało w tajemnicy przewiezione do zakładu pogrzebowego, a następnie anonimowo pogrzebane na cmentarzu Powązkowskim. Rodzinę o jego śmierci powiadomiono 1 marca. 16 marca powiadomiona przez grabarza o miejscu pochówku rodzina przeprowadziła ekshumację i trumnę umieszczono na cmentarzu Powązkowskim w rodzinnym grobie (kwatera 228 rząd 1 grób 12).
Grób symboliczny znajduje się także w Kwaterze „na Łączce” na cmentarzu Wojskowym na Powązkach.

## Odznaczenia
- Krzyż Walecznych (dwukrotnie: kwiecień 1943 i kwiecień 1944)[10]
- Order Virtuti Militari V klasy (11 sierpnia 1944)[10]
- Krzyż Komandorski Orderu Odrodzenia Polski (pośmiertnie, postanowieniem prezydenta Lecha Wałęsy z 25 lipca 1994 „za wybitne zasługi w walce o niepodległość Rzeczypospolitej Polskiej”)[11]
- Krzyż Wielki Orderu Odrodzenia Polski (pośmiertnie, postanowieniem prezydenta Lecha Kaczyńskiego z 7 lipca 2008 „za wybitne zasługi dla niepodległości Rzeczypospolitej Polskiej”[12], uhonorowanie nastąpiło, 3 sierpnia tego roku, podczas uroczystości obchodów 64. Rocznicy Wybuchu Powstania Warszawskiego[13])
- Krzyż Armii Krajowej (pośmiertnie)[10]

## Upamiętnienie

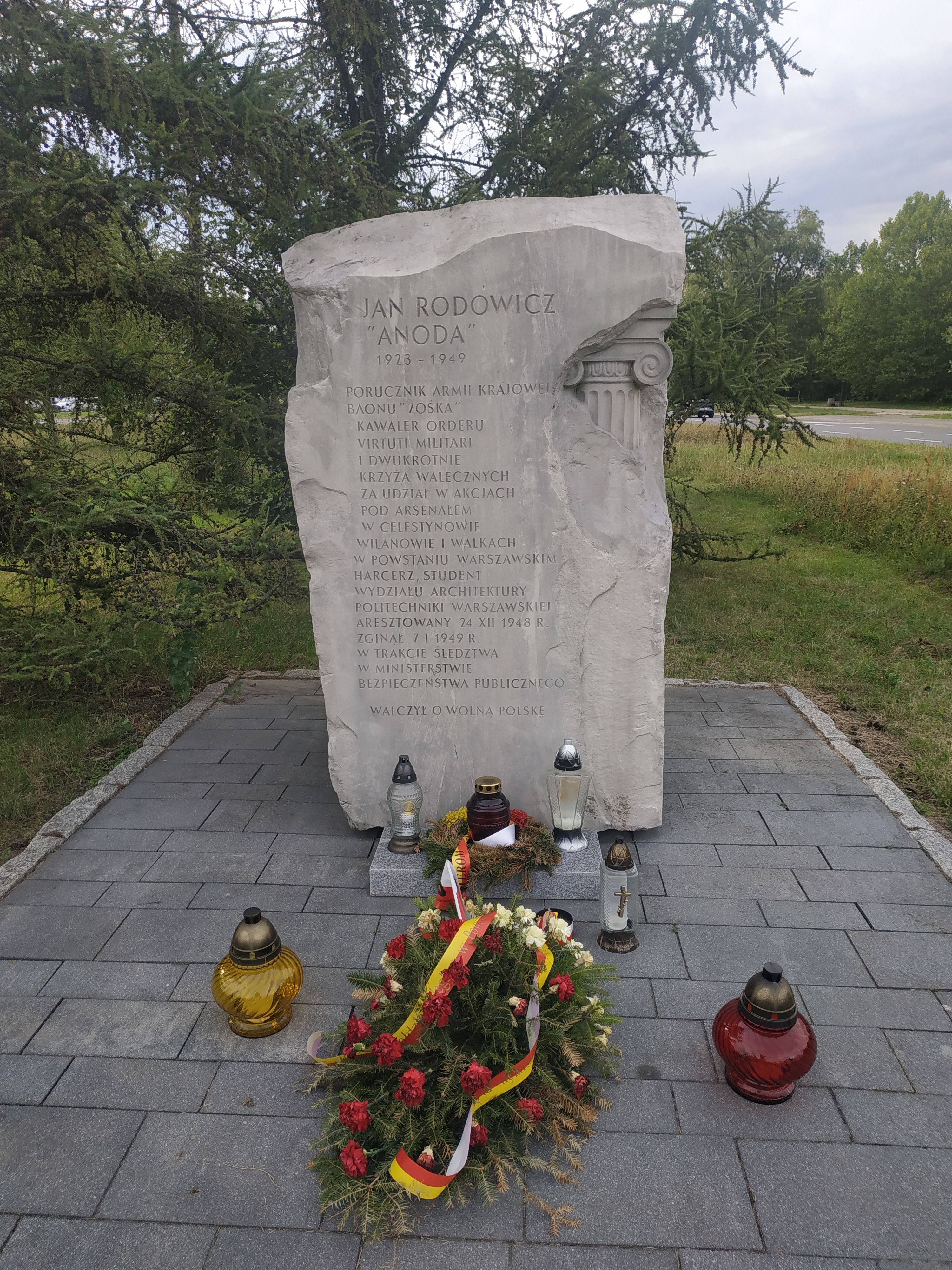
Kamień pamiątkowy na pasie zieleni pomiędzy jezdniami alei Jana Rodowicza „Anody” (w pobliżu skrzyżowania z ul. Ciszewskiego) na warszawskim Ursynowie

- Jest on patronem: 8 Szczecińskiej Drużyny Harcerzy „Orlęta”, 265 Warszawskiej Drużyny Harcerzy „Czata” i 1 Drużyny Harcerzy „Las” w Murowanej Goślinie (ZHR), 129 Białostockiej Drużyny Starszoharcerskiej i II Szczepu Drużyn Harcerskich i Zuchowych z hufca ZHP Poznań – Wilda
- Tablica pamiątkowa na pierwszym piętrze gmachu Wydziału Architektury Politechniki Warszawskiej przy ul. Koszykowej 55
- Tablica pamiątkowa przy Ministerstwie Sprawiedliwości.
- We wrześniu 2005 jego imieniem nazwano ulicę na warszawskim Ursynowie. W 2013 na pasie zieleni pomiędzy jezdniami (w pobliżu skrzyżowania z ul. Ciszewskiego) odsłonięto kamień pamiątkowy[14].
- Jego imieniem nazwano ulicę w Łodzi, na osiedlu Teofilów.
- W 2011 roku przez Muzeum Powstania Warszawskiego ustanowiona została Nagroda im. Jana Rodowicza „Anody”, przyznawana w dwóch kategoriach: za całokształt dokonań i postawę życiową stanowiącą wzór do naśladowania dla młodych pokoleń oraz za wyjątkowy czyn[15].
- Odsłonięta w 2018 tablica na fasadzie budynku przy ul. Lwowskiej 7, w którym mieszkał i został w 1948 aresztowany Jan Rodowicz[16].
- W 2022 roku Nagrodą im. Janusza Kurtyki uhonorowany został dr Przemysław Benken za książkę pt Tajemnica śmierci Jana Rodowicza Anody. Książka zostanie przetłumaczona na język angielski i niemiecki i wydana na rynku zachodnim.[17] Dzięki temu losy Jana Rodowicza zostaną przedstawione zagranicznemu czytelnikowi.
- 1 marca 2023 w Głogowie odsłonięto pomnik poświęcony Janowi Rodowiczowi w ramach "Alei Pamięci", obok 15 innych pomników żołnierzy podziemia antykomunistycznego[18].

### Filmy
- Dlaczego, 1990. Powstał w Studiu Filmowym im. Karola Irzykowskiego. Dotyczył życia i śmierci Jana Rodowicza.
- Ułan Batalionu Zośka. Jan Rodowicz Anoda, 1994
- Pseudonim Anoda, 2007. Spektakl telewizyjny, reż. Mariusz Malec, autor Paweł Mossakowski[19].
- W filmie Akcja pod Arsenałem (1977) w reż. Jana Łomnickiego w jego rolę wcielił się Ryszard Dreger.
- W filmie Kamienie na szaniec (2014) w reż. Roberta Glińskiego zagrał go Eryk Kulm.